# Masakr u Suvoj Reci
Masakr u Suvoj Reci je masovno ubistvo albanskih civila koje je počinila Policija Srbije 26. marta 1999. u Suvoj Reci, pored Prizrena, na Metohiji, tokom NATO bombardovanja Srbije.
Ukupno je utvrđeno 48 žrtava masakra u Suvoj Reci, a među njima i mnogo dece. Sve žrtve pripadaju porodici Beriša. Žrtve su bile zaključane unutar picerije u koju su policajci bacili dve ručne bombe. Prilikom iznošenja leševa iz picerije policija je navodno ubijala one koji su i dalje pokazivali znake života. Tela žrtava su kasnije transportovana i zakopana u masovne grobnice u blizini policijskog objekta u Batajnici, pored Beograda.
Ekshumaciju i identifikaciju žrtava je vršio Institut za sudsku medicinu Medicinskog fakulteta Univerziteta u Beogradu. Posmrtni ostaci 46 civila, zajedno sa žrtvama masakra u Velikoj Kruši, su predati članovima porodice i sahranjeni 2014. godine.

## Istraga

### Odeljenje za ratne zločine Višeg suda u Beograd
Ispitivanje masakra u Suvoj Reci počelo je tri godine nakon otkrivanja masovnih grobnica u Srbiji. Više od 100 svedoka je saslušano tokom suđenja, uključujući Šuretu Berišu, koja je preživela iskočivši iz kamiona za prevoz tela. Srpski tužilac za ratne zločine tereti osam policajaca za masakr, uključujući i pripadnike 37. specijalne jedinice  MUP-a Srbije. Ključni svedoci Tužilaštva su bivši pripadnici policije, koji su detaljno opisali ubistva albanskih civila i uklanjanje leševa iz Suve Reke.
Nakon trogodišnjeg suđenja, sud za ratne zločine je proglasio četiri bivša policajca krivim za masakr, osudivši dvojicu njih na maksimalnu kaznu od 20 godina zatvora, jednog na 15 godina, i jednog na 13 godina. Srpski tužilac za ratne zločine je najavio žalbu na presude, posebno zbog toga što je oslobođen glavni osumnjičeni, komandant dotične specijalne policijske jedinice. Suva Reka je prvi slučaj ratnih zločina u Srbiji povezan sa otkrićem masovne grobnice nakon svrgavanja Slobodana Miloševića.

### Međunarodni krivični tribunal za bivšu Jugoslaviju
Masakr u Suvoj Reci je obuhvaćen presudama Haškog tribunala Nikoli Šainoviću, Sretenu Lukiću, Vladimiru Lazareviću i Vlastimiru Đorđeviću za zločine protiv čovečnosti i kršenja zakona i običaja ratova tokom rata na Kosovu i Metohiji. Šainoviću je izrečena kazna od 18, Lukiću od 22 godine, Lazareviću 14 godina i Đorđeviću 18 godina. Masakr se pominjao i u optužnici protiv Slobodana Miloševića, ali je on preminuo pre nego što je donesena presuda.
Tokom operacije krajem marta 1999. godine, specijalne policijske snage angažovane su u gradu Suva Reka i u njegovoj okolini. Lokalni pripadnici MUP-a 26. marta napali su u gradu članove porodice Beriša i pobili 45 muškaraca, žena i dece u blizini njihovih domova, dok su bežali pokraj autobuske stanice i nakon što su se sklonili u jednu lokalnu piceriju. Većina tela tih ljudi takođe je kasnije pronađena u masovnoj grobnici u Batajnici, u blizini Beograda. U danima posle tih ubijanja oštećena je džamija u Suvoj Reci, a mnogi preostali stanovnici grada, kosovski Albanci, napustili su svoje domove dok je policija palila kuće, pljačkala novac i dragocenosti i naređivala im da odu u Albaniju.
Vlastimir Đorđević je nakon rasprave o žalbi na prvostepenu presudu priznao da su na Kosovu počinjeni zločini nad albanskim civilima i on se tom prilikom izvinio žrtvama. Pritom, izjavio je da je za te zločine saznao tek nakon nakon što je u Dunavu kod Tekije nađena hladnjača sa leševima i da se nije usprotivio prikrivanju zločina tajnim pokopavanjem u masovne grobnice.